# La Presa (Texas)
Pour les articles homonymes, voir La Presa.
La Presa est une census-designated place située dans le comté de Webb, dans l’État du Texas, aux États-Unis. Sa population s’élevait à 319 habitants lors du recensement de 2010.